# Ambrosiusplatz

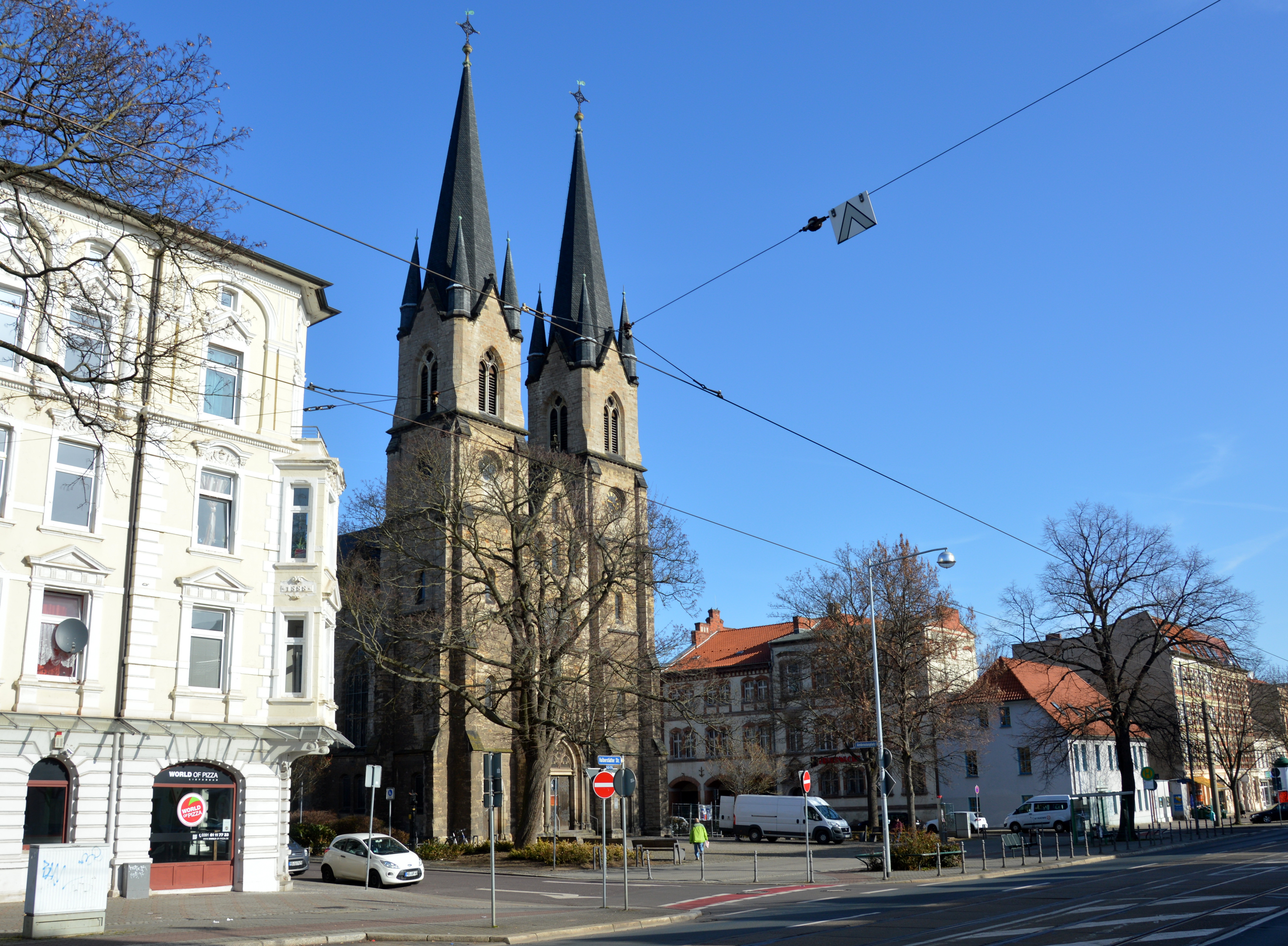
Ambrosiusplatz (2017), Blick von Süden

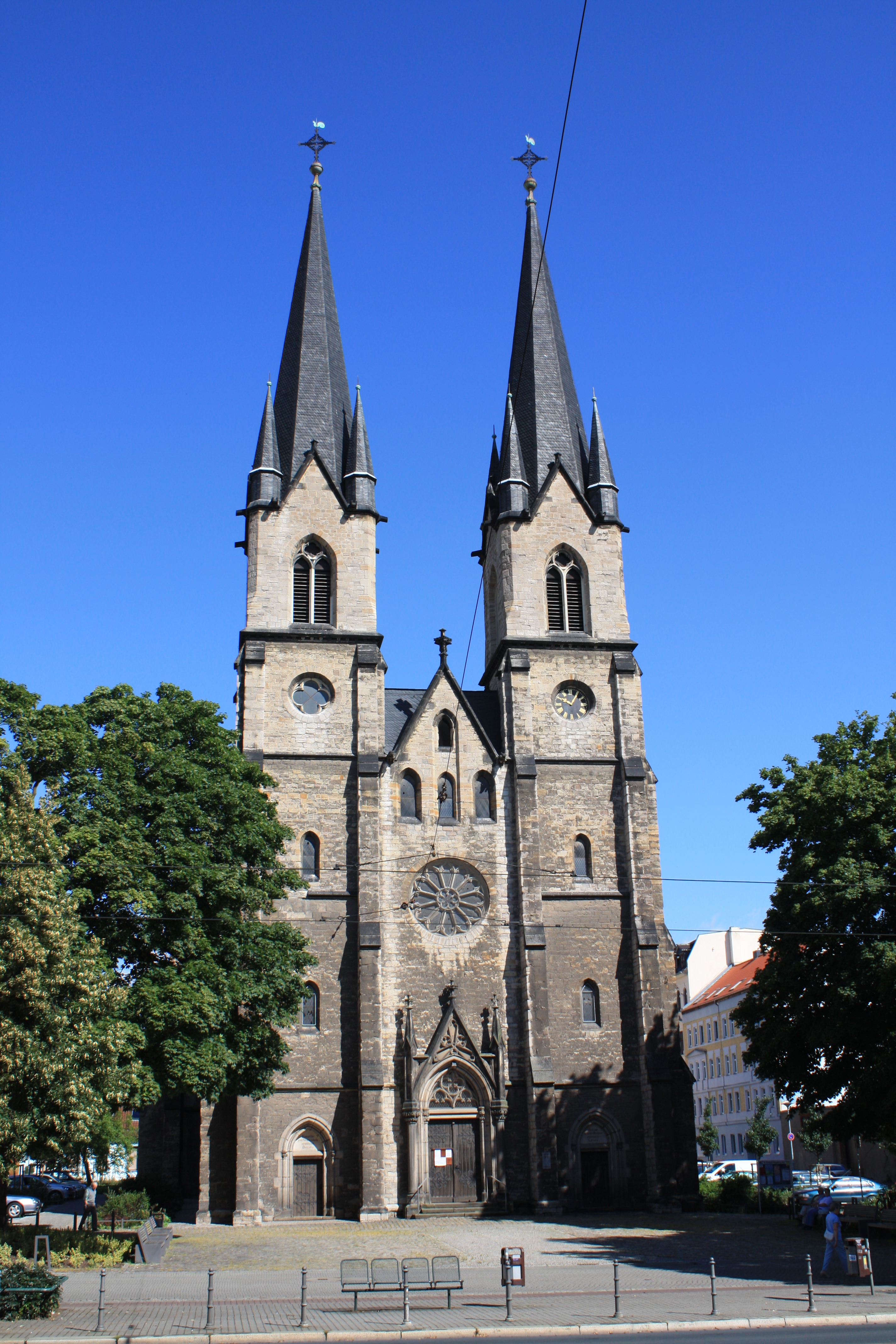
Blick auf die Front der Ambrosiuskirche, 2009

Der Ambrosiusplatz ist ein denkmalgeschützter Platz in Magdeburg in Sachsen-Anhalt.

## Lage
Er liegt zentral im Magdeburger Stadtteil Sudenburg und bildet das Zentrum des Stadtgebiets. Südlich wird der Platz von der Halberstädter Straße, der Hauptstraße Sudenburgs, tangiert. Von Nordwesten mündet die Hesekielstraße auf den Platz ein. Zum Denkmalbereich gehören die Grundstücke Ambrosiusplatz 1, 1a, 2, 3, 4, 5, 6, 7, 8 und Halberstädter Straße 140 und 142. Als Einzeldenkmale gehören die Sankt-Ambrosius-Kirche, die Häuser Ambrosiusplatz 2, 3, 5, 5a–d und Ambrosiusplatz 7, Halberstädter Straße 142 sowie die Feuerwache Sudenburg und das Rathaus Sudenburg (Halberstädter Straße 140) zum Denkmalbereich.

## Gestaltung und Geschichte
Der rechteckige Platz wurde planmäßig im Zuge der ab 1812 erfolgten Neugründung der Sudenburg angelegt. Er wurde als Mittelpunkt des orthogonal geplanten Straßensystems projektiert und 1813/14 als Marktplatz Sudenburgs errichtet. Dominiert wird der Platz von der fast mittig auf ihm stehenden neogotischen Sankt-Ambrosius-Kirche. 1822 wurde dort die erste Kirche geweiht. Die heutige Kirche entstand von 1875 bis 1877. Vor der Kirche fanden Märkte, insbesondere Vieh- und Pferdemärkte statt. Heute wird auf ihm jährlich der Sudenburger Weihnachtsmarkt durchgeführt.
Die heutige Umbauung des Platzes stammt aus verschiedenen Bauphasen. Die ältere noch vorhandene Bebauung entstand zum Teil noch in der ersten Hälfte des 19. Jahrhunderts und ist ein- bis zweigeschossig ausgeführt und mit Krüppelwalm- oder Satteldächern bedeckt. Die jüngere Bebauung stammt aus der Gründerzeit und besteht aus viergeschossigen Wohn- und Geschäftshäusern.
Auf dem Platz befindet sich vor der Ambrosiuskirche ein Stolperstein für Elisabeth Rauch (1875–1942).
Im örtlichen Denkmalverzeichnis ist der Platz unter der Erfassungsnummer 094 81915 als Denkmalbereich verzeichnet.
Der Platz gehört zu den wenigen historischen Plätzen der Stadt, die noch weitgehend original erhalten sind. Er ist städtebau- und regionalgeschichtlich bedeutsam, da er einerseits als Zeugnis der napoleonischen Zeit und zum anderen als Dokument der gründerzeitlichen Entwicklung zur Industriestadt gilt.